# 昆明理工大学
昆明理工大学，简称昆理工或昆工（云南省内多称为“理工大”），是中华人民共和国云南省昆明市的一所全日制本科公办省属普通高等学校。它的前身为昆明工学院。昆明理工大学是以工为主，理工结合，行业特色、区域特色鲜明，多学科协调发展的综合性大学，是云南省规模最大、办学层次和类别齐全的重点大学，在中国有色金属行业和区域经济社会发展中发挥着重要作用。
昆明理工大学现拥有国家重点学科1个、国家重点培育学科1个、省级重点学科23个、省院省校合作共建重点学科9个、国家级博士后科研流动站11个、省级博士后科研流动站8个、一级学科博士学位授权点17个，博士专业学位授权点3个；一级学科硕士学位授权点44个，硕士专业学位授权点22个；有107个本科专业，在全国设有37个函授站（点），43个夜、函大本专科专业；全省设有16个高等教育自学考试助学中心，22个本、专科自学考试专业；拥有1个国家级专业技术人员继续教育基地、2个省级培训基地。

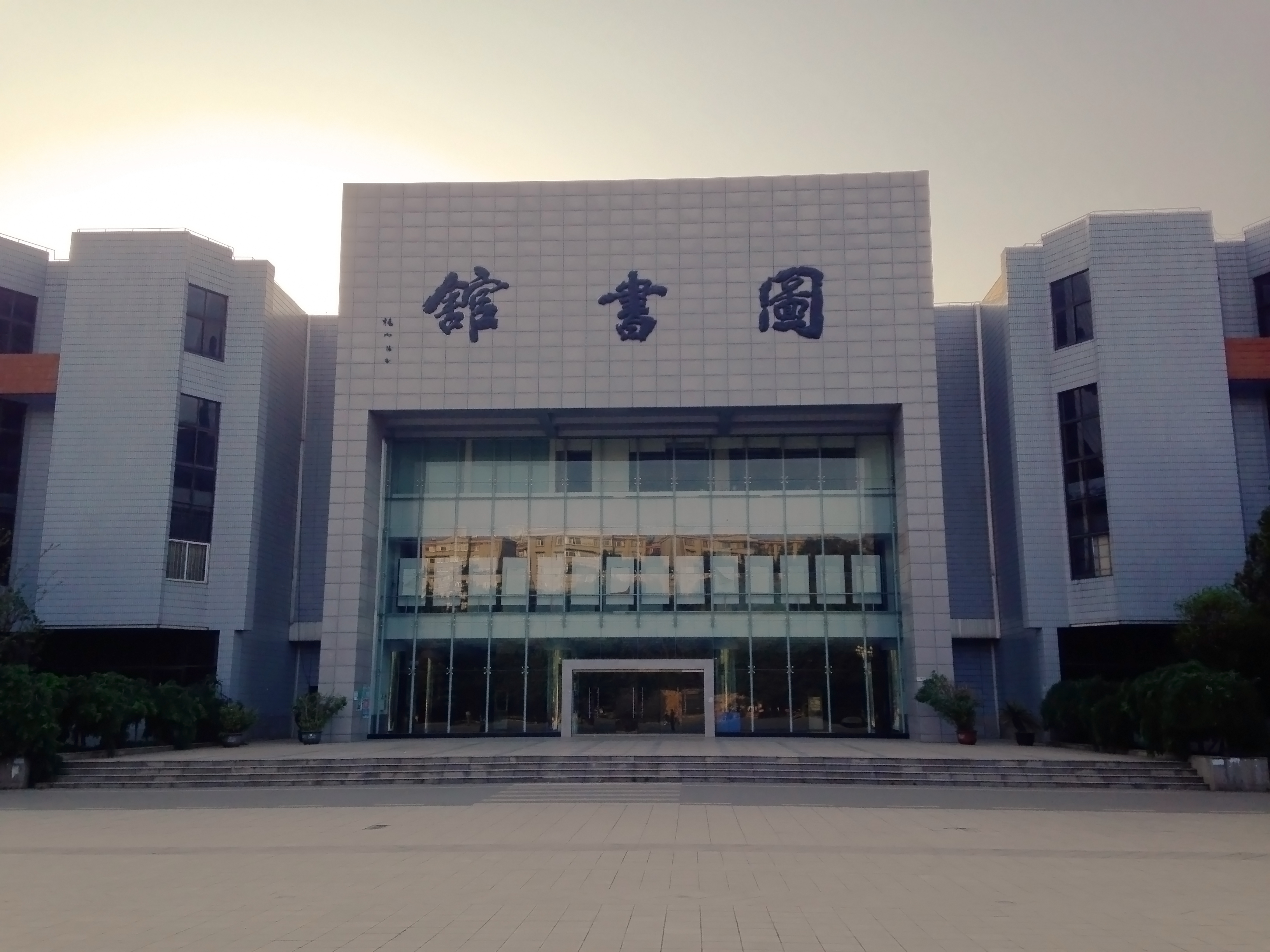
昆明理工大学图书馆（莲华校区）
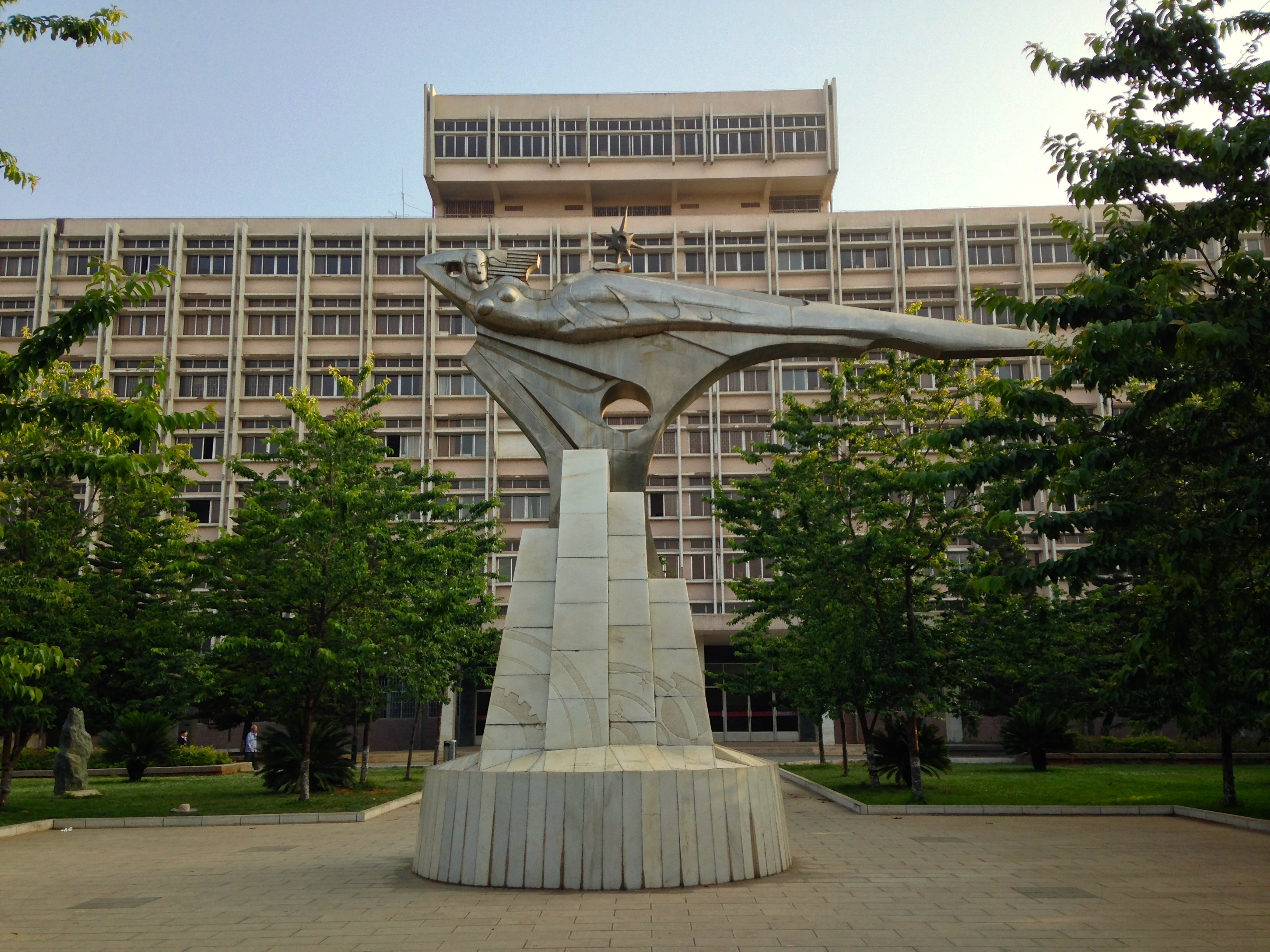
昆明理工大学莲华校区主楼后的女神像

## 学校文化

### 校训
明德任责，致知力行
- “明德”：出自《大学》:“大学之道，在明明德”。

- “致知”：出自《大学》：“致知在格物”。

- “力行”：出自《朱子语类》：“论先后，当以致知为先；论轻重，当以力行为重”。

“致知力行”出自1922年成立的东陆大学（云南大学前身）校训“自尊、致知、正义、力行”。
昆明理工大学2004年50周年校庆时，提炼了校训，昆工作为东陆大学一个重要后继者，结合理工大学特质，亦继承了部分该校训。

### 传统
艰苦奋斗，求真务实

### 精神
根植红土，情系有色，坚韧不拔，赤诚报国

### 校风
励精图治，求实奋进

### 教风
德高业精，教书育人

### 学风
勤奋，博学，实践，创新

## 学校历史
昆明理工大学经历过多次并校，学校本身最早是从私立东陆大学（现云南大学）中独立出来。后与云南工业大学（前云南工学院）合并，学校在作为昆明工学院发展时已经更名为昆明理工大学，在1999年与云南工业大学合并后，保留了昆明理工大学的校名。

### 私立东陆大学时期
1919年，省议员大会审议通过龚自知等人提出“本省筹办大学请愿书”。时任云南督军兼省长的唐继尧于9月以云南督军公署、省长公署之名告知省议会，表示“大学之设，必期于成。”
1922年12月8日，私立东陆大学宣布成立，次年，正式开学，设有本科、预科、附中。
1932年，云南省立师范学院并入，设有文学院（政治经济、法律系），工学院（土木、矿冶系），教育学院。
1952年，重庆大学有色金属专修科并入云南大学。
1953年8月，西昌技艺专科学校7名教师调入云南大学工学院，1953年9月至1954年1月，贵州大学矿冶系师生及全部设备，机械电机系教师及全部设备，数理及化学两系学生，部分教师，专业设备调入云南大学。

### 昆明工学院时期
昆明工学院，系原私立东陆大学工学院，下设土木工程系和采矿冶金系。 
1954年7月11日，政务院批准的中央高教部1954年暑期全国高等学校院系调整方案中决定：“云南大学工学院独立建校，成为以有色冶金和采矿为重点的多科性工学院，定名‘昆明工学院’”。9月1日，昆明工学院正式宣布成立。学校隶属高等教育部。
1958年8月，学校下放给云南省管理。
1960年；昆明工学院罗茨分院成立，同年，以昆明工学院机械系成立云南机械学院。
1961年9月，云南机械学院、云南煤炭学院、昆明工学院罗茨分院、滇南大学冶金机械系、滇西大学采矿机械系、云南铁道学院、甘肃工业大学（今兰州理工大学）钢铁冶金专业并入昆明工学院。
1963年9月，滇南大学化工系并入昆明工学院，学校划归冶金工业部管理。
1970年1月，学校下放给云南省领导。
1978年9月，学校实行冶金工业部和云南省双重领导，以冶金工业部为主。
1983年9月，学校划归中国有色金属工业总公司管理。
1995年2月，昆明工学院更名为昆明理工大学。
1998年3月，学校实行中国有色金属工业总公司与云南省共建，以中国有色金属工业总公司管理为主的体制。9月，学校“实行中央与地方共建，以云南省为主的管理体制“。

### 云南工业大学史
1910年，艺徒学堂改称初等工艺学堂，并开办高等工矿学堂，初期只招收男生。
1912年，工矿学堂改为省会工业学校。
1913年，云南工矿学堂更名为云南甲种工业学校。
1921年，云南甲种工业学校（部分）更名为路政学堂。
1930年，路政学堂更名为云南省立第一工业学校。
1930年4月，在原甲种工业学校基础上，云南省创立省立第一工业学校，校址原在华山东路大德山双塔寺，后迁至大西门外文昌宫（现龙翔街文林小学）。新中国成立后，省立昆华高级工业职业学校、省立昆华女子实用技艺职业学校一部分合并，改名为云南省昆明工业学校。
1961年，昆明工业学校更名为云南省第一工业学校。
1965年5月，云南省第三工业学校、云南省农业机械学校创建。
1974年12月11日，省革委以云南第一工业学校、第三工业学校和农业机械学校的基础上扩建成立云南工学院。 
1984年9月，重庆建筑工程学院昆明分院创建。
1985年3月，云南化工专科学校、电子科技大学昆明分部创建。
1994年9月6日，经国家教委批准，云南工学院、重庆建筑工程学院昆明分院、电子科技大学昆明分部、云南化工专科学校合并组建云南工业大学。

### 两校合并
1999年10月，原昆明理工大学与云南工业大学合并组建成新的昆明理工大学。
2004年12月28日，经省政府批准，云南省分析测试中心成建制并入昆明理工大学。
2008年，学校入选国家大学生创新性实验计划实施高校。
2010年7月，学校成立昆明理工大学质量发展研究院。11月，学校成立云南省知识产权发展研究院，获”全国企事业知识产权示范创建单位“称号。同年，学校入选国家“特色重点学科项目”建设高校。
2011年1月，学校成立昆明理工大学附属昆华医院（云南省第一人民医院）。3月28日，昆明理工大学医学院成立。10月，学校入围教育部第二批“卓越工程师教育培养计划”高校。年底，学校入选国家建设高水平大学公派研究生项目。
2012年6月，云南省人大法制委、云南人大常委会法工委与昆明理工大学合作建立云南省地方立法研究院。学校入选国家“中西部高校基础能力建设工程”重点建设高校。
2013年1月，学校入选国家级大学生创新创业训练计划实施高校。4月，昆明理工大学获批科技部“创新人才培养示范基地”资助，成为全国首批18家创新人才培养示范基地之一。12月，学校国家级超硬材料先进制备技术国际联合研究中心被认定为科技部国际合作基地。
2015年初，习近平总书记视察云南时，给予学校“全国著名高校”的赞誉。
2016年6月，昆明理工大学航空学院成立暨揭牌仪式在昆工呈贡校区举行。
2017年1月，学校入选“全国首批深化创新创业教育改革示范高校”。9月，学校入选2017年度全国创新创业典型经验高校。
2018年9月，云南省人民政府与国家国防科技工业局签署协议，决定共建昆明理工大学。
2019年2月，学校被教育部认定为首批高等学校科技成果转化和技术转移基地。
2020年3月，学校入选“应急安全智慧学习工场（2020）”暨应急管理学院建设首批试点学校。4月，入选在线教学国际平台课程建设高校。 9月，学校获批飞行签派员训练资质。10月20日，学校加入中泰高等教育合作联盟。 
2021年5月，昆明理工大学获批“高等学校学科创新引智计划”（国家“111计划”）。且入选云南省第一批学校体育综合改革试点高校名单。 7月，昆明理工大学在呈贡校区建筑与城市规划学院生土中心举行云南乡村振兴学院暨云南乡村振兴研究院揭牌仪式，同月与安宁市人民政府在安宁市第一人民医院举行合作签约仪式，共同合作建设昆明理工大学附属安宁市第一人民医院。12月，人工智能产业学院被列入“首批现代产业学院”公示名单。

## 学校概况

### 院系设置
| 昆明理工大学院系及业务机构 | 昆明理工大学院系及业务机构 | 昆明理工大学院系及业务机构 |
| -------------------------- | -------------------------- | -------------------------- |
| 生命科学与医学学部         | 冶金与能源工程学院         | 生命科学与技术学院         |
| 环境科学与工程学院         | 材料科学与工程学院         | 国土资源工程学院           |
| 机电工程学院               | 信息工程与自动化学院       | 建筑工程学院               |
| 建筑与城市规划学院         | 化学工程学院               | 交通工程学院               |
| 电力工程学院               | 民航与航空学院             | 公共安全与应急管理学院     |
| 现代农业工程学院           | 食品科学与工程学院         | 管理与经济学院             |
| 理学院                     | 医学院                     | 法学院                     |
| 艺术与传媒学院             | 马克思主义学院             | 外国语言文化学院           |
| 城市学院                   | 国际学院                   | 体育学院                   |
| 继续教育学院               | 云南工业干部培训基地       | 灵长类转化医学研究院       |

### 附属医院
昆明理工大学医学院共有14个临床教学基地，含10个附属医院、3个教学医院、1个实习医院。
| 直属医院           | 直属医院           | 直属医院       | 直属医院           |
| ------------------ | ------------------ | -------------- | ------------------ |
| 云南省第一人民医院 |                    |                |                    |
| 非直属医院         |                    |                |                    |
| 西双版纳州人民医院 | 普洱市人民医院     | 丽江市人民医院 | 文山州人民医院     |
| 曲靖市妇幼保健院   | 昆明安琪儿妇产医院 | 景东县人民医院 | 解放军第五十九医院 |
| 玉溪市第二人民医院 | 攀枝花钢铁总医院   |                |                    |

### 教学建设

#### 质量工程
学校有5个专业通过国家专业评估、15个专业通过国家工程教育专业认证，获批国家级新工科研究与实践项目4项，国家专业综合改革试点建设项目2项。学校建成国家精品课程8门，国家精品视频公开课2门，国家精品资源共享课1门，国家双语示范课程2门，国家实验教学示范中心3个，国家工程实践教育中心12个，国家虚拟仿真实验教学中心1个，国家虚拟仿真实验教学项目1项，国家高等学校特色专业建设点8个，32个国家级一流本科专业建设点和15个省级一流本科专业建设点。
学校有云南省高水平大学创新人才培养基地2个，卓越人才教育培养基地1个，小语种人才培养示范点1个，东南亚南亚语种人才培养示范点1个。
- 国家高等学校特色专业建设点：冶金工程、机械工程及自动化、信息管理与信息系统、建筑学、环境工程、矿物加工工程、水利水电工程、电气工程及其自动化
- 国家级一流本科专业建设点：机械工程、材料科学与工程、冶金工程、能源与动力工程、电气工程及其自动化、通信工程、自动化、计算机科学与技术、土木工程、化学工程与工艺、制药工程、资源勘查工程、矿物加工工程、交通工程、环境工程、建筑学、信息管理与信息系统等
- 国家级实验教学示范中心：环境工程实验教学中心、工程实训中心、冶金工程实验教学中心
- 国家虚拟仿真实验教学中心：冶金工程虚拟仿真实验教学中心
- 国家工程实践教育中心：北京中软国际信息技术有限公司、华能澜沧江水电有限公司、昆明钢铁控股有限公司、昆明云内动力股份有限公司、攀钢集团有限公司、云南电网公司、云南建工集团有限公司、云南省水利水电勘测设计研究院、云南铜业（集团）有限公司、云南沃森生物技术股份有限公司、云南西仪工业股份有限公司、云南冶金集团股份有限公司
- 云南省级实验教学示范中心：机械设计实验教学中心、电气工程实验教学中心、物理实验中心、计算中心、冶金工程实验教学中心、工程力学实验中心、土木工程实验中心、化工原理云南省实验教学示范中心等
- 云南省级人才培养模式创新实验区：基于材料专业ACD特性的人才培养模式创新实验区、冶金工程培养精英兼顾一般双层次人才培养模式创新实验区等

### 学科建设
截至2022年9月，学校拥有国家重点学科1个、国家重点培育学科1个、省级重点学科23个、省院省校合作共建重点学科9个、国家级博士后科研流动站11个、省级博士后科研流动站8个、一级学科博士学位授权点17个，博士专业学位授权点3个；一级学科硕士学位授权点44个，硕士专业学位授权点22个。 
- 博士后流动站：冶金工程、管理科学与工程、力学、机械工程、材料科学与工程、地质资源与地质工程、环境科学与工程、矿业工程等
- ESI排名世界前1%学科：工程学、材料学、化学、环境/生态学、植物与动物学、农业科学
- 重点学科
  - 国家重点二级学科：有色金属冶金
  - 国家重点培育二级学科：环境工程
  - 云南省级重点一级学科：材料科学与工程、地质资源与地质工程、工商管理、管理科学与工程、机械工程、力学、环境科学与工程、建筑学、水利工程
  - 云南省级重点二级学科：材料加工工程、材料学、磷化工工艺过程及设备、机械电子工程、采矿工程、生物化学与分子生物学、计算机应用技术、电力系统及其自动化、食品工程、矿物加工工程、防灾减灾工程及防护工程、应用化学、有色金属冶金、制浆造纸工程
- 学位授予
  - 一级学科博士点：材料科学与工程、矿业工程、地质资源与地质工程、管理科学与工程、冶金工程、力学、环境科学与工程、机械工程、生物学、系统科学、动力工程及工程热物理、计算机科学与技术、建筑学、土木工程、测绘科学与技术、化学工程与技术、交通运输工程
  - 工程博士专业学位类别：能源与环保（领域方向：冶金工程、矿业工程、环境科学与工程、动力工程及工程热物理）
  - 一级学科硕士点：金融、城市规划、应用统计、国际商务、风景园林、保险、林业、资产评估、临床医学、审计、法律、公共卫生、药学、教育、汉语国际教育、工商管理、翻译、会计、新闻与传播、出版、工程管理、建筑学、马克思主义理论、食品科学与工程、化学、临床医学等
  - 硕士专业学位类别：金融硕士、汉语国际教育硕士、出版硕士、风景园林硕士、会计硕士、工程硕士（27个领域）等

## 知名校友

### 政界
- 彭金辉：十九届中央候补委员，重庆市委常委、组织部部长
- 杨保建：云南省人大常委会副主任，民革中央常委，全国政协常委
- 刘北辰：九三学社中央常委，全国政协常委，人大常委，云南省人大常委会主任
- 刘邦瑞：九三学社中央常委，云南省政协副主席，全国政协常委等职务
- 罗黎辉：云南省政协副主席，民进中央常委，全国政协委员
- 郑心穗：民革中央常委、十届全国人大代表、湖北省政协副主席
- 苏正国：第九届全国工商联常委、全国政协委员、云南省政协副主席、省工商联会长
- 龙潜：昆明工学院副院长，周恩来的秘书，中国历史博物馆馆长、党委书记
- 李汉柏：云南省副省长
- 王德学：国家安监局（国家煤矿安监局）党组成员、副局长
- 李江：云南省政协主席、党组书记
- 赵金：云南省委常委，宣传部部长
- 王喜良：云南省昆明市委副书记、市长
- 李新华：云南省副省长、中国石油天然气集团原副总经理
- 竺良甫：建国初期机械专家，民盟副主委、第二、三届全国人大代表
- 车荣福：广西党委常委、南宁市市委书记、人大常委会党组副书记等
- 丁绍祥：云南省党组成员、副省长
- 刘圣华：黄石市副市长
- 贺毅：云南省政协港澳台侨和外事委员会办公室主任
- 杨军：临沧市副市长、市委宣传部部长
- 杨福生：红河州委副书记、州长、云南省政协副主席
- 潘祖和：云南财大党委副书记
- 王俊强：云南省政府副秘书长
- 帅江：贵阳市两管局党委副书记、副局长
- 何天淳：云南省教育厅党组书记、厅长。第十届全国人大代表。云大校长
- 夜礼斌：云南省民政厅党组书记、厅长；昭通市委书记
- 陈亚东：贵州省都匀市党组书记
- 郭杰：黑龙江省七台河市委常委、副市长
- 王树芬：云南省人大常委会副主任，省民政厅党组书记、厅长
- 牛刚：河南省洛阳市老城区委书记

### 企业界
- 罗建川：原中国铝业执行董事/总裁
- 刘凤山：华新集团董事长、总经理
- 肖同友：全国人大代表、原南钢董事长、党委书记
- 敖宏：中国铝业集团党组副书记、副总经理，执行董事，中铝股份总裁
- 王永选：原中矿金业股份有限公司董事长、党委书记
- 段华生：原云南云内动力股份有限公司董事长兼党委书记
- 俞瑞方：红云红河集团副总裁
- 叶世兴：玉溪烟草局（公司）党委书记、局长、经理，云南红塔集团党委副书记
- 李穗明：红塔烟草（集团）有限责任公司总裁
- 张嘉滨：云南烟草科学研究院党委副书记、纪委书记
- 郭忠诚：昆明理工大学恒达科技有限公司董事长兼总经理
- 田永：云南冶金总公司副总经理、云南铝业公司总经理、云南省工业经济联副会长
- 王长勇：原昆钢集团公司党委副书记、总经理，董事长
- 余自苏：鞍钢集团副总经理，原攀钢（集团）公司总经理、党委书记
- 张嘉滨：昭通市烟草公司经理，昭通市烟草专卖局局长，昭通卷烟党委书记、厂长
- 李勇：中国有色第十四冶金建设公司党委书记、总经理
- 王继光：攀钢（集团）矿业公司经理
- 寇伟：十九届中央候补委员，中国大唐集团公司总经理
- 吴云红：水电十四局副局长
- 高盈孟：华能澜沧江水电有限公司副总经理
- 他盛华：云南石化集团有限公司党委副书记，总经理
- 董华：云南省副省长、原云天化董事长总经理
- 付军：云铜副总，云轻纺总经理，云南医药集团党委书记
- 路东尚：山东招金董事长、总经理、党委书记；中国黄金协会副会长
- 董英：云南冶金集团总公司总经理、党委副书记
- 郝蜀东：昆钢集团公司党委书记、董事长，兼任昆明钢铁控股有限公司董事长

### 科教界
- 张国成：稀土冶金专家，中国工程院院士
- 戴永年：有色金属真空冶金专家，昆明理工大学教授、博导，中国工程院院士
- 彭金辉：重庆市委常委、组织部部长、原昆明理工大学校长，中国工程院院士
- 季维智：昆明理工大学灵长类转化医学研究院院长，中国科学院院士
- 曹进德：IEEE Fellow、欧洲科学院院士
- 李梦庚：锡冶金专家，现代锡冶金火法精炼技术奠基人，连续螺旋结晶机的发明者
- 刘纯鹏：国家科委冶金学科组成员
- 魏一鸣：中国科学院科技政策与管理科学研究所副所长、北京理工管理与经济学院院长
- 毕谦：先后担任昆明工学院基础部建力系系主任
- 常鹏北：创建了在国内外有一定影响的电渣冶金研究室
- 肖正学：曾任西南科技大学校长，中国工程爆破协会常务理事
- 王希季：卫星与返回技术专家，两弹一星功勋，国际宇航科学院、中国科学院院士
- 徐祖耀：中国科学院院士，材料科学家、教育家